# CAPTRAIN España
Captrain España es la empresa ferroviaria que opera los servicios de transporte de mercancías de Rail Logistics Europe, la filial de mercancías de SNCF, bajo la marca Captrain en España. Fue creada a finales de 2018 mediante la compra de COMSA Rail Transport. Se trata de una operadora ferroviaria dedicada al transporte de mercancías por ferrocarril, con actividad tanto en España como en Portugal.

## Historia
Comienza su andadura en España el 1 de noviembre de 2018 tras la adquisición de las acciones de COMSA Rail Transport. Hasta ese momento, la compañía era propiedad en un 75% del grupo COMSA y desde 2013 un 25% de SNCF.